# Тепляков, Анатолий Иннокентьевич
Анатолий Иннокентьевич Тепляков (род. 25 сентября 1952, село Каменка, Боханский район, Усть-Ордынский Бурятский автономный округ, Иркутская область) — российский композитор, Заслуженный работник культуры Российской Федерации (1999), член Союза композиторов России (с 1999), член правления Иркутской областной организации «Союз композиторов».

## Творческая биография
В пятилетнем возрасте потерял зрение.
В 1973 году с отличием окончил Курское музыкальное училище. В 1980 году окончил Новосибирскую государственную консерваторию имени М. И. Глинки. С 1980 года занимался практической композицией у В. Ф. Павлова (1938—1999).
В 1973—1975 годах работал в хоре русской народной песни и эстрадном коллективе Каменского сельского дома культуры. С 1975 года по настоящее время работает с творческими коллективами Иркутского регионального отделения Всероссийского общества слепых.

## Творчество
- Симфоническая музыка
  - «Автопортрет» (кинофантазия в семи частях для камерного оркестра, ударных и духовых)
- Хоровая музыка
  - пять хоровых кантат для разных составов хора
- Камерная музыка
  - струнный квартет
  - пьесы для струнных
- Вокальная музыка
  - вокальный цикл на стихи Анны Ахматовой
  - произведения на стихи поэтов Марка Сергеева, Анатолия Кобенкова, Владимира Скифа, Геннадия Гайды.
- Фортепианная музыка
  - фортепианный цикл «Заметки из сетевого дневника» (25 пьес для детей и юношества)
  - фортепианный цикл «Семь пьес для восьми рук»
- Произведения для оркестра русских народных инструментов
- Произведения для баяна, балалайки, аккордеона и гитары
- Музыка к спектаклям: 
  - Иркутского драмтеатра им. Н. П. Охлопкова — «Антигона», «Пигмалион»
  - Иркутского ТЮЗа имени А. Вампилова — «Старший сын», «Белая скрипка», «Морозко»
- Музыка к фильму «Сын вождя» (режиссёр — Виктор Музалевский; премьера — 1998, Владивосток).
- Мелодекламация «Пьяный корабль» на стихи Артюра Рембо (1999).

…Отличный художественный вкус, безошибочное чувство поэтического слова… Музыка как бы комментирует поэзию, вовремя отступает в тень и так же вовремя выходит на авансцену.— А. С. Соколов, ректор Московской консерватории о мелодекламации «Пьяный корабль».

## Дискография
- Анатолий Тепляков. «Пьяный корабль» (литературно-музыкальная композиция; CD, 2000). Студия: Богема мьюзик. Композитор и исполнитель музыки — А. И. Тепляков. Автор текста — Артюр Рембо. Чтец — Евгений Кравкль (артист театра им. А. Вампилова)[3].
- Анатолий Тепляков. «Спеши на меня наглядеться». Исп. Марина Заитова (CD, 11 треков)[4]

В 2004 году режиссёр Андрей Каминский (авторская студия «КА-film») снял фильм об А. И. Теплякове — «Путешествие музыканта»

## Награды и признание
- Заслуженный работник культуры Российской Федерации.
- Приз лучшему пианисту года — фестиваль «Студенческая весна» (1979).
- Лауреат иркутского областного конкурса «Молодость. Творчество. Современность» (1987).
- Премии специального международного конкурса композиторов (Чехия): 1988 — две третьих премии (за струнный квартет, прелюдию и фугу); 1997 — вторая премия (за «Триптих для органа»)[6].
- Лауреат второй премии (первая премия не присуждалась) — Четвёртый международный конкурс им. Прокофьева (Санкт-Петербург, 2003[7]) — за оригинальный фортепианный цикл «Семь пьес для восьми рук».
- Первая премия международного конкурса «Композитор и фольклор» (2005).
- Премия губернатора Иркутской области за достижения в области культуры и искусства (2012) — за цикл симфонических, инструментальных и вокальных произведений, посвящённых городу Иркутску и озеру Байкал[8].